# Miryam (cântăreață)
Miryam, o cântăreață română de origine arabă, membră a formației Select Music Band. Aceasta a reprezentat, alături de Ovidiu Anton, România la concursul Eurovision.

## Biografie
Tatăl ei este palestinian.
Miryam este absolventă a Universității  de Artă George Enescu din Iași. Studiază vioara încă de la 6 ani, iar în anul 2006 se licențiază în specializările vioară, compoziție, jazz și muzică ușoară. În prezent, își  perfecționează tehnica vocală cu ajutorul terapeutului vocal Gabriela Duțescu, terapeut ce colaborează cu artiști precum Paula Seling sau Tudor Chirilă.
A debutat ca solist vocal pe vase de croazieră în Anglia, iar un an mai târziu în USA (Miami, Florida).
În prezent este semnată la Media Pro Music.